# 袁猷
袁猷（?—?），字申甫，东晋陈郡阳夏县（治今河南省太康县）人，曹魏郎中令袁涣曾孙，袁瓌的弟弟。
袁猷年轻时与兄袁瓌齐名。代袁瓌为吕令，再相继为江都（治今江苏省扬州市）令。随兄南渡长江避乱，袁瓌为丹阳令，袁猷为武康（治今浙江省德清县西）令。袁猷官至侍中、卫尉卿。袁猷的孙子袁宏。